# Saturday Night Wrist
| 전문가 평가          | 전문가 평가 |
| 총 점수              | 총 점수     |
| 출처                 | 점수        |
| -------------------- | ----------- |
| 메타크리틱           | 72/100      |
| 평가 점수            |             |
| 출처                 | 점수        |
| The A.V. Club        | B+          |
| AllMusic             | [ 3 ]       |
| Alternative Press    | [ 4 ]       |
| Drowned in Sound     | [ 5 ]       |
| Entertainment Weekly | B           |
| PopMatters           | 7/10        |
| Rolling Stone        | [ 8 ]       |
| Spin                 | 6/10        |
| Sputnikmusic         | [ 10 ]      |

《Saturday Night Wrist》는 미국의 얼터너티브 메탈 밴드 데프톤스의 다섯 번째 스튜디오 음반으로, 2006년 10월 31일, 매버릭 레코드에서 발매되었다. 나중에 폐기된 초기 기여에도 불구하고, 주축 데프톤스 프로듀서 테리 데이트의 이탈을 알렸다. 이 음반은 또한 2008년 그를 혼수상태에 빠뜨린 심각한 교통사고에 연루되기 전에 베이시스트 치 쳉이 참여한 마지막 데프톤스 음반이자 그의 경력과 생애의 마지막 음반이었다. 그는 결국 5년 후 심정지로 사망했다.
《Saturday Night Wrist》는 약 2년간 지속된 힘들고 스트레스가 많은 창작 과정과 밴드 내 긴장된 관계의 산물이었다. 문제를 복잡하게 만들고 많은 노래에 영감을 준 것은 프론트맨 치노 모레노의 마약 중독과 그의 결혼 생활의 붕괴였다. 최종 결과는 비평가들의 찬사를 받은 음반이었다.

## 배경

### 초기 작업 및 녹음
2004년 초, 매버릭 레코드는 데프톤스에게 밴드의 셀프 타이틀 노력의 판매 부진 때문에 스튜디오로 갈 필요가 있다고 말했다. 그들은 캘리포니아주 새크라멘토에 있는 그들의 스튜디오 더 스팟에서 새 음반에 대한 아이디어를 개척하기 시작했다. 2004년 4월 30일, 그들은 인큐버스가 그들의 네 번째 음반인 《Morning View》를 녹음한 곳으로 유명한 모닝 뷰 하우스에서 음반을 계속 쓰기 위해 캘리포니아주 말리부로 이사할 것이라고 발표했다. 데프톤스는 여름의 대부분을 그곳에서 보냈고, 그 결과 모레노가 "직선적인 사악한 음악"이라고 묘사한 음반의 가치가 생겼다.
그리고 나서 그들은 프로듀서를 찾기 시작했고 녹음을 시작했다. 그들은 처음에 페일리어의 켄 앤드루스와 더 카스의 릭 오케이섹을 영입하는 것을 고려하였으나 소용이 없었다. 그리고 나서 그들은 약 일주일 동안 댄 더 오토메이터과 함께 일했다. 기타리스트 스티븐 카펜터에 따르면 댄과 협업하는 동안 데프톤스는 밴드 사운드의 "더 기술적인" 매스 메탈 기반 요소를 추구하는 것처럼 보였다. 그러나 모레노와 드러머 에이브 커닝엄은 프로듀서 밥 에즈린(핑크 플로이드, 앨리스 쿠퍼, 키스), 엔지니어 브라이언 버트와 함께 작업을 성공적으로 추진했다.
데프톤스는 캘리포니아주 샌프란시스코에서 시작하여 에즈린의 스튜디오가 있는 코네티컷주 하트포드에서 끝나는 몇 가지 재료를 도로 테스트하기 위해 드레지와 C-마이너스와 함께 한 달간의 투어를 계획하기 전에 잠시 휴식을 취했다. 이 음반의 녹음은 2004년 11월에 시작되었다. 세션 동안 밴드 내부와 가수 모레노와 프로듀서 에즈린 사이에 긴장감이 고조되었다. 모레노는 결국 밴드의 나머지 멤버들이 녹음을 계속하는 동안 그의 사이드 프로젝트인 팀 슬립에서 작업을 계속하기 위해 배를 탔다. 에즈린 세션은 크리스마스 전에 끝났고 밴드는 휴식을 취하기 위해 새크라멘토에 있는 그들의 본거지로 다시 이동했다.
2005년 초, 데프톤스는 스튜디오 더 스팟에서 에즈린과 함께 에즈린 자료를 수정하기 시작했고, 그 과정에서 여러 곡의 신곡을 썼다. 모레노는 봄에 녹음을 중단하고 팀 슬립과 함께 투어를 하기로 결정했다. 모레노는 스피드와 알코올 중독, 그리고 아내 셀레스트와의 오랜 결혼 생활이 해체되면서 녹음 세션에 다소 집중할 수 없었기 때문에 이것이 자신에게 좋다고 주장했다.

### 공백
밴드의 나머지 멤버들은 음반을 끝내기 위해 안간힘을 쓰며 음악을 쉬는 것이 최선이라고 결정했다. 2005년 10월 4일, 데프톤스는 10주년 기념 CD/DVD 《B-Sides & Rarities》를 발매했다. 이 음반에는 콕트 트윈스의 〈Wax and Wane〉 커버인 버츄 세션의 노래 중 하나가 포함되어 있었다. 2005년 말, 모레노는 나머지 곡들의 보컬 녹음을 돕기 위해 데이트를 만났다. 밴드는 또한 존 레논의 국제앰네스티를 위한 〈Jealous Guy〉 커버뿐만 아니라 더 카스의 〈Drive〉의 아이튠즈 독점 커버를 빠르게 녹음하는 데 성공했다.

## 곡 목록
모든 곡들은 특별한 언급이 없는 한 데프톤스에 의해 작사/작곡하였다.
| #   | 제목                                        | 작사·작곡                   | 재생 시간 |
| --- | ------------------------------------------- | --------------------------- | --------- |
| 1.  | 〈Hole in the Earth〉                       |                             | 4:13      |
| 2.  | 〈Rapture〉                                 |                             | 3:25      |
| 3.  | 〈Beware〉                                  |                             | 6:03      |
| 4.  | 〈Cherry Waves〉                            |                             | 5:19      |
| 5.  | 〈Mein〉 (Feat. 세르지 탄키안)              | 데프톤스, 탄키안, 숀 로페즈 | 4:01      |
| 6.  | 〈U,U,D,D,L,R,L,R,A,B,Select,Start〉 (기악) |                             | 4:13      |
| 7.  | 〈Xerces〉                                  |                             | 3:43      |
| 8.  | 〈Rats!Rats!Rats!〉                         |                             | 4:01      |
| 9.  | 〈Pink Cellphone〉 (Feat. 애니 하디)        | 데프톤스, 하디              | 5:04      |
| 10. | 〈Combat〉                                  |                             | 4:48      |
| 11. | 〈Kimdracula〉                              |                             | 3:15      |
| 12. | 〈Rivière〉                                 |                             | 3:45      |